# Schlauchverpackung

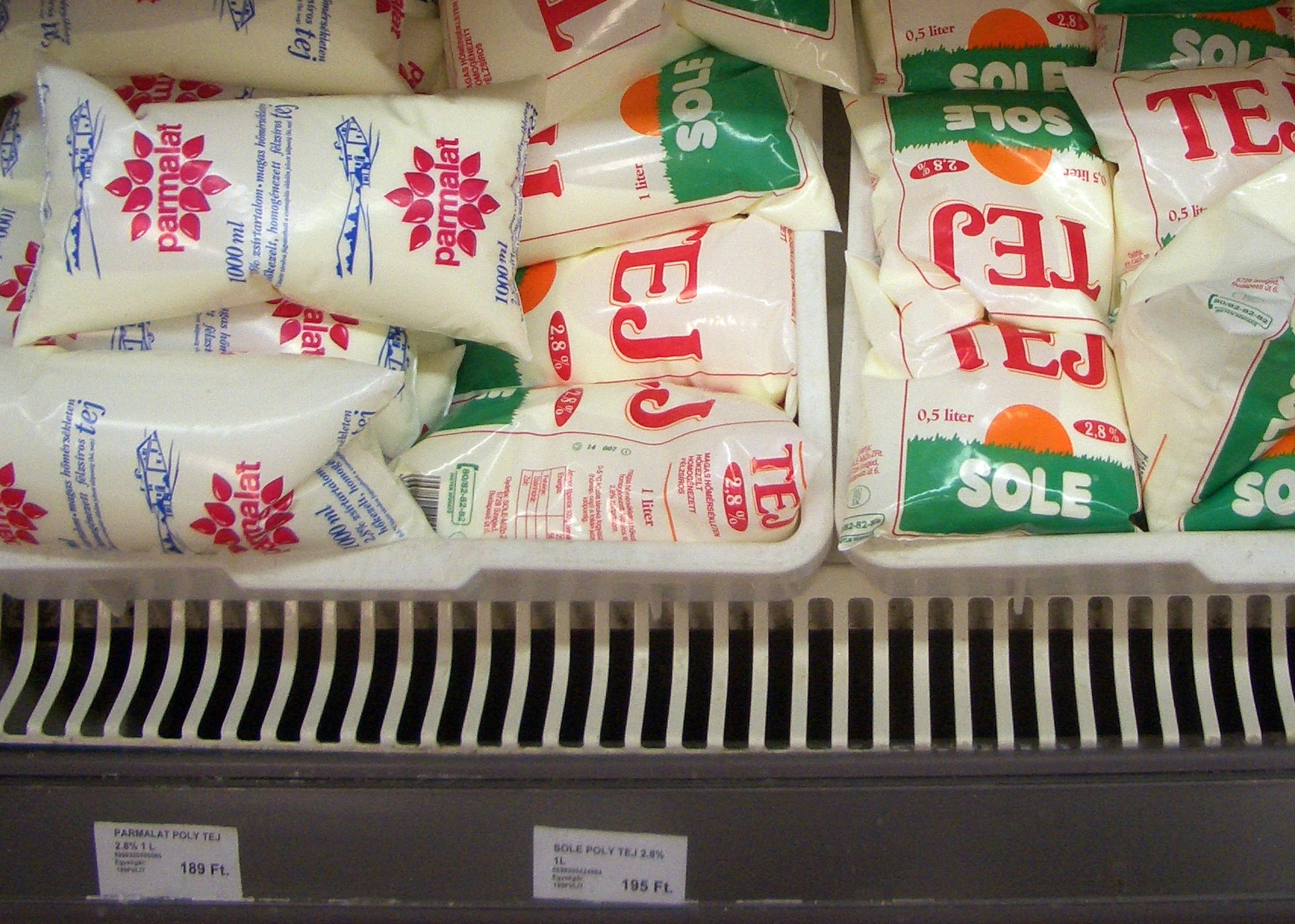
Milch in Schlauchbeuteln (Budapest, 2006)

Schlauchverpackungen werden vor allem für stille Getränke (Getränke ohne Kohlensäure, wie Milch, Säfte und Wein), Portionsverpackungen (Senf, Ketchup) sowie Wurstwaren, Gemüsezubereitungen und Fertigsuppen eingesetzt.
Bei Getränkeverpackungen wird ein mit Ethylenoxid sterilisierter Kunststoffschlauch aus Polyethylen (PE) mit dem Getränk aufgefüllt, ohne dass es mit Sauerstoff in Kontakt kommt. In der einfachsten Form wie bei der Schlauchmilch besteht die Verpackung nur aus dem Schlauch, daneben gibt es das so genannte Bag-In-Box-System, bei dem sich der Beutel in einem Karton mit festem Ausguss befindet.
Bei Systemen mit Schraubverschluss zieht sich der Schlauchbeutel zusammen, so dass das auslaufende Volumen nicht durch Luft ersetzt werden muss, was einen Kontakt zu Sauerstoff und Keimen aus der Luft vermeidet. Daher gewährleisten Bag-In-Box-Systeme eine etwas längere Geschmacksstabilität als der Ausschank aus Flaschen oder Kartonverpackungen.
Zu den Schlauchbeutelverpackungen zählen auch Pouches, aluminiumverstärkte Kunststoffschläuche und Bag-in-Box-Systeme, bei denen ein Kartonmantel den Schlauch stabilisiert und schützt. Aluminiumbeschichtete Schlauchbeutel sind Verbundfolien und schützen das Produkt vor Permeation durch Gase und elektromagnetischer (ultravioletter) Strahlung. Besonders wichtig ist das bei Verpackungsfolien aus Weich-Polyethylen (LDPE), die für Wasserdampf und Gase relativ durchlässig sind.
Die Länge einer Schlauchbeutelverpackung wird vorrangig durch die Abwicklung des Zylinders beim Bedrucken bestimmt. Da hier rotativ bedruckt wird, stellt die Länge des Druckmotives immer einen ganzzahligen Teiler des (genormten)Tief- oder Flexodruckzylinders dar.

## Entwicklung
Der Verkauf von Wein in Schlauchverpackungen hat sich in Frankreich zwischen 1996 und 1998 vervierfacht. 2006 erreichte er ein Volumen von 1,4 Mio. hl. Steigende Transportkosten infolge steigender Energiepreise und LKW-Maut machen leichte Transportverpackungen attraktiver.
Andererseits werden Schläuche von anderen Verpackungen verdrängt. So waren z. B. Milchschläuche seit den 1960er Jahren als preiswerte Alternative v. a. für regionale Milch verbreitet, aber aufgrund ihrer Anfälligkeit für Verpackungsschäden bei den Verbrauchern unbeliebt. Außerdem wurden die Becherbehälter, die die Schläuche aufnahmen, in Deutschland zu kurz konstruiert. Die Umstellung auf stabilere Mehrschichtfolien in den 1980er Jahren konnte die Verdrängung durch den Tetra Pak und vergleichbare Kartonverpackungen v. a. in Mitteleuropa nicht mehr aufhalten.